# Competències als Estats Units
Les competències als Estats Units es divideixen entre els estats federals i la Federació, sent les d'aquest últim d'atribució. Els límits de l'abast d'aquestes és difícil de determinar, tal com demostren les experiències en el Tribunal Suprem dels Estats Units.
Al Congrés dels Estats Units solament li correspon regular sobre les matèries que els estats li han atorgat en la Constitució federal.
Les competències transversals són regulades mitjançant les clàusules commerce clause (Art. I.8.2 de la Constitució dels Estats Units) i necessary and proper clause, caracteritzades per una gran laxitud. La interpretació d'aquestes no dona lloc a una exclusivitat cap a cap de les parts (la Federació o els estats).
La competència en agricultura té molt de pes en la part de la Federació basant-se en la commerce clause de manera que el 2003 al Departament d'Agricultura era el que tenia més funcionaris, després del Pentagon.
S'encarrega al Tribunal Suprem dels Estats Units la tasca de resolució dels conflictes competencials.
El desenvolupament històric de les competències als Estats Units es caracteritza per l'atribució per part dels estats federals a un poder central fort d'unes competències perquè responga als problemes polítics i econòmics del país emergent. Des de molt prompte en la història del país, la delimitació de les competències del poder central i la resolució de conflictes normatius competencials va ser un problema present. Per això s'atribuí la feina de resoldre'ls al Tribunal Suprem. La interpretació que aquest feia de la delimitació va anar canviant durant el temps. Inicialment es va fer un control exhaustiu del poder central (la Federació) perquè no s'extralimitara, però especialment des dels anys trenta escassament s'exercí tal control.